# 애니원
애니원(Anione)은 대원방송이 운영하는 애니메이션 텔레비전 채널이다.

## 개요
2001년 12월에 사업자 등록을 하고, 2002년 3월 4일에 스카이라이프를 통해 방송이 개시되었다. 2004년 1월 1일에는 케이블 TV를 통해서도 송출되었지만 챔프TV가 신설됨에 따라 2005년 5월 2일부터는 스카이라이프와 IPTV에서만 송출되고 있다. 그러다 2023년 5월 15일부터 18년만에 챔프TV와 통합해 다시 케이블 TV로 재진출하게 되었다.

## 로고 변천사

2013년~현재